# Casa dos Contos do Reino
A Casa dos Contos foi o primeiro órgão de ordenação e fiscalização das receitas e despesas do Estado Português, reunindo todos os documentos respeitantes às receitas e despesas estatais, sobre as quais se pretendia um maior rigor, desenvolvendo uma missão semelhante à do seu sucessor moderno, o Tribunal de Contas.
As origens da Casa dos Contos remontam ao final do final do século XIII, tendo sido extinta e substituída pelo Erário Régio em 22 de Dezembro de 1761, por alvará da autoria de Sebastião José de Carvalho e Melo. No entanto, a expressão Contos permaneceu em uso popular para designar o fisco real.

## História

### Origens
Desde cedo foi sentida a necessidade do património régio ter uma administração centralizada. Os quatro livros de Recabedo Regni, onde se assentavam as receitas reais no princípio do século XIII, constituíram a primeira contabilidade pública do reino de Portugal. Mas apenas no final desse século, durante o reinado de D. Dinis, se terá começado a desenhar uma verdadeira repartição contabilística.
Em 1370, durante o reinado de D. Fernando, surgem as Vedorias da Fazenda, dirigidas pelos vedores da Fazenda, com a incumbência de administrar o Património Real e a Fazenda Pública, tendo ainda sido estabelecida a distinção entre os Contos de Lisboa, que verificavam as despesas e receitas de todos os almoxarifados (repartições fiscais regionais do país), e os Contos del Rei, que verificavam as despesas e receitas da Casa Real.

### Regimentos dos Contos
Com D. João I passa a haver uma maior concentração das contas públicas, nomeadamente as da cidade e comarca de Lisboa, tais como as do tesouro, alfândega, armazém, portagem, oleiro, obras da cidade, sisa real, dívidas para com o rei, embarcações reais, hospitais, capelas, arrendamento de bens, propriedades, etc. Isso foi conseguido graças os Regimentos dos Contos, que visavam disciplinar a burocracia e controlar os abusos, aumentando a eficácia da contabilidade, da liquidação e da fiscalização das contas. O mais antigo Regimento dos Contos data de 5 de Julho de 1378, seguindo-se-lhe um segundo em 28 de Novembro de 1419 e um terceiro em 22 de Março de 1434, este último já durante o reinado de D. Duarte.
Com o início da expansão marítima portuguesa aumenta substancialmente o serviço dos Contos, pois a estes afluíam as contas do almoxarifado da Casa dos Escravos de Lisboa e da feitoria de São Jorge da Mina. Em 1516, com o Regimento das Ordenações da Fazenda de D. Manuel, separa-se a contabilidade local da central, e em 1530 é criada a Casa dos Contos de Goa, de grande importância devido ao grande volume de receitas provenientes do comércio na Índia.
Em 1560, durante o reinado de D. Sebastião (sob regência de D. Catarina de Áustria), a contabilidade pública é reunificada, ligando os Contos de Lisboa aos Contos do Reino e Casa.

### Regimento dos Contos do Reino e Casa
Em 3 de Setembro de 1627, D. Filipe II publica o Regimento dos Contos do Reino e Casa, centralizando na Casa dos Contos do Reino e Casa toda a contabilidade pública, quer da Metrópole quer do Ultramar, e extinguindo a Casa dos Contos de Goa.A Casa dos Contos do Reino e Casa passou então a desempenhar funções de organismo central de contabilidade e de tribunal fiscal de última instância. Este novo regimento se justificava pela grande confusão na tomada de contas, enormes atrasos nas execuções e excessiva prolixidade dos anteriores regimentos.
Para que se tenha completa perceção dos procedimentos e formalidades contabilísticas, o regimento deve ser estudado em conjunto com as Ordenações da Fazenda manuelinas de 1516. Segundo o capítulo 113 dessas Ordenações, os almoxarifes, recebedores, tesoureiros, e outros oficiais da Fazenda deveriam prestar anualmente contas perante o contador da respetiva comarca, apresentando a receita pelos livros de registo dos impostos e rendas, e as despesas pelos desembargos e outras ordens de pagamentos. Os contadores das comarcas (que depois acumulariam competências de provedores), deviam, de dois em dois anos, prestar contas nos Contos do Reino e Casa, com todos os livros e documentos necessários, acionando-se um complexo processo contabilístico. Na primeira fase, o processo se desenvolvia sob a responsabilidade de contadores. Depois de a conta estar tomada e encerrada pelo contador, o contador-mor nomeava um provedor para a mesma conta, o qual, dispondo de uma sólida cultura jurídica e fiscal, a revia cuidadosamente, e esclarecia ou decidia situações de dívidas fiscais. Se, depois de revista pelo provedor, a conta apresentasse saldo negativo a favor da Fazenda Real, a dívida seria comunicada aos executores das dívidas ou da receita por lembrança, os quais iniciavam o processo de execução. Paralelamente ao curso de exames e ações fiscais, o processo da tomada de contas transitava para os provedores das ementas, os quais examinavam a legalidade de todas as ordens de receita e despesa.
Foram subordinados à verificação, por parte dos Contos do Reino e Casa, o contador-geral do Brasil (capítulo 18 do Regimento) e os tesoureiros do Fisco da Inquisição, sem prejuízo desta instituição dispor de Contos próprios. Todas as contas do Oriente eram verificadas pelo provedor e oficiais da Casa da Índia (mais tarde Armazéns da Guiné e Índia), à qual o provedor-mor dos Contos de Goa enviava as Cartas gerais, em que denunciava os devedores, para que no Reino se fizesse a execução dos respetivos bens, sendo tais cartas imediatamente copiadas em livro próprio na Casa dos Contos.
A complexidade contabilística e o rigoroso contencioso fiscal desenvolvido revelaram-se insuficientes para um substancial saneamento das finanças públicas, pois sendo a jurisdição exercida pela Casa dos Contos meramente contabilística, as execuções por dívidas ou fraudes dependiam muitas vezes de um prolongado processo judicial e, não raras vezes, por habilidade dos implicados ou interesses de terceiros, as mesmas ações transitavam do campo restrito do direito fiscal para um âmbito de direito civil, cujos processos se caracterizavam por uma lentidão difícil de contrariar.
Após a restauração da independência foi mantido o sistema filipino, alargando-se as normas do Regimento dos Contos do Reino e Casa a outros sectores da administração pública e dando regimento aos Contos do Estado do Brasil.

### Extinção
Apesar das várias tentativas para reformar os Contos, não foi possível acabar com as fugas de prestação de contas à Fazenda, e em 1753 efetua-se a última tentativa para pôr os Contos a funcionar, criando um único juiz executor com poderes iguais aos corregedores do cível de Lisboa.
O terramoto de 1755 e os incêndios que se lhe seguiram destruíram quase por completo o edifício onde funcionavam os Contos e praticamente toda a sua documentação, provocando uma anarquia nos serviços que precipitaria a sua extinção. Em 22 de Dezembro de 1761, por alvará da autoria de Sebastião José de Carvalho e Melo, a Casa dos Contos foi extinta juntamente com todo o seu sistema de contabilidade e substituída pelo Erário Régio. O objetivo era reformar o sistema de finanças públicas, tentando fazer coincidir a repartição central de contabilidade com a repartição central de tesouraria.

## Erário Régio
O Erário Régio era uma instituição de topo da administração fiscal portuguesa destinada a centralizar a gestão corrente das contas públicas. A sua conceção insere-se na e reorganização do sistema de cobrança de impostos e no combate ao fluxo contrabandista, que punha em causa os monopólios comerciais concedidos às companhias de comércio portuguesas.
Para tornar a entrada dos rendimentos tão expedita quanto a saída de dinheiro para o pagamento das despesas, ordenava-se a contratadores, rendeiros, almoxarifes, tesoureiros, recebedores e exactores que entregassem sem demora no Tesouro Geral todo o produto de rendas e direitos que tivessem cobrado. Só do mesmo Tesouro Geral poderiam sair as verbas para o pagamento das despesas.
Presidia ao Erário Régio um inspetor-geral, dotado da mais ampla jurisdição em matéria fiscal. Foi criada uma tesouraria-mor, que centralizava o conhecimento de todas as operações efetuadas pelo Tesouro mediante o respetivo registo num livro de receita e despesa do tesoureiro-mor, e quatro contadorias-gerais organizadas de acordo com a estrutura territorial do império português: uma para os rendimentos e despesa da corte e da província da Estremadura; outra para os do Reino e ilhas dos Açores e da Madeira; uma terceira para os dos territórios da Relação da Bahia e África ocidental; e uma quarta para os dos territórios da Relação do Rio de Janeiro, da África oriental e Ásia portuguesa. O Erário Régio compreendia ainda três tesourarias gerais: uma centralizava o expediente e pagamento de ordenados; outra se ocupava do expediente e pagamento de juros; e uma terceira seria responsável pelo expediente e pagamento de tenças.
Determinou-se que o método de arrecadação das contas seria o mercantil, mais precisamente o método das partidas dobradas, considerado como o mais breve e claro para se ter, em qualquer momento, a perceção da conta líquida e corrente do débito e crédito de cada um dos múltiplos recebedores da Fazenda. Previa-se a existência de três livros: o mestre, onde se registariam, por contas separadas, todas as operações efetuadas; o diário, para o registo cronológico de operações de tesouraria; e o auxiliar, para o acompanhamento exclusivo de cada fonte de rendimento, contrato, direito ou imposto.
Era mencionada uma escrituração exclusivamente de despesa, constituída por folhas de ordenados, juros e tenças, impostos nos rendimentos de cada tesouraria ou almoxarifado, e que deviam ser apresentadas na respetiva tesouraria-geral. Estava prevista a elaboração de duplicados dos livros de despesas dos vários tesoureiros da Casa Real e do tesoureiro-geral dos Armazéns da Guiné e Índia, nos quais se fariam lançamentos idênticos àqueles que seriam feitos nos originais, que se encontravam na posse dos mesmos tesoureiros.

## Biobliografia
- M. E. Lobo de Bulhões, A dívida portuguesa. Lisboa: s. n., 1867;
- A. Belard Fonseca, O Arquivo Geral da Alfândega de Lisboa. Lisboa: Inspecção Superior das Bibliotecas e Arquivos, 1950;
- A. Belard Fonseca, "Subsídios para a história das Alfândegas em Portugal". In Revista Aduaneira, Lisboa, s.d.
- Luís de Bívar Guerra, Catálogo do Arquivo do Tribunal de Contas. Lisboa: Tribunal de Contas, 1950;
- Francisco Lencastre, Tratado das alfândegas em Portugal consideradas à luz da História do Direito, da Economia Política e da Estatística. Lisboa: Imprensa Nacional, 1886. v. 1;
- João Baptista da Silva Lopes, Corografia ou Memória Económica Estatística e Topográfica do Reino do Algarve. Vila Real de Santo António: Algarve em Foco Editora [etc.], 1988. 2 vol;
- Guilherme de Oliveira Martins, O Ministério das Finanças: Subsídios para a sua história no bicentenário da criação da Secretaria de Estado dos Negócios da Fazenda. Lisboa: Ministério das Finanças - Secretaria de Estado dos Negócios do Orçamento, 1988;
- ------, Memórias económicas da Academia Real das Ciências de Lisboa para o adiantamento da Agricultura, das Artes e da Indústria em Portugal e suas conquistas. Lisboa: edição da Academia, 1789 a 1815. 5 tomos;
- Alzira Teixeira Leite Moreira, Inventário do Fundo Geral do Erário Régio. Arquivo do Tribunal de Contas. Lisboa: edição do autor, 1977;
- Ministério das Finanças, Exposição histórica do Ministério das Finanças: notícia histórica dos serviços. Lisboa: Ministério das Finanças 1952;
- Virgínia Rau, A Casa dos Contos. Coimbra: Instituto de Estudos Históricos Doutor António de Vasconcelos, 1951;
- José Mendes Cunha Saraiva, A administração superior da Fazenda e seus ministros. Lisboa: Arquivo Histórico do Ministério das Finanças, 1952;
- Joel Serrão et al., Roteiro de fontes da História Portuguesa Contemporânea: Arquivo Nacional da Torre do Tombo. Lisboa: Instituto Nacional de Investigação Científica, 1984.vol. 1;
- José Faustino Andrade e Silva, Colecção chronológica da Legislação Portugueza. Lisboa: Imprensa da Academia das Ciências, 1854-1856;
- José Roberto Monteiro de Campos Coelho e Sousa, Sistema ou Colecção dos Regimentos Reais. Lisboa: Oficina de Francisco Borges de Sousa, 1783-1791, 6 vol. Volume I, "Regimento dado aos Vedores da Fazenda, aos Contadores das Comarcas, e aos Almoxarifes e Recebedores", p. 1-161;
- Ruy de Abreu Torres, "Almoxarifado" in Dicionário de História de Portugal. Porto: Livraria Figueirinhas, 1979 (imp.). vol. I, p. 121;
- Jacinto Augusto Santana e Vasconcelos, Relatório sobre o imposto do consumo. Lisboa: Imprensa Nacional, 1870;
- Virginia Rau, A Casa dos Contos, Coimbra, 1951;
- Gama Barros, História da Administração Pública em Portugal, 2ª Ed., Vol. III, Lisboa 1946.